# Барыбин, Михаил Александрович
Михаил Александрович Барыбин (6 января 1936 — 2 февраля 2024) — сотрудник советских и российских органов государственной безопасности, генерал-лейтенант.

## Биография
Родился 6 января 1936 года в селе Ермиловка[уточнить] Новосибирской области. В 1954 году окончил Алма-Атинское пограничное военное училище КГБ СССР. Служил на различных должностях в Закавказском и Западном пограничных округах КГБ СССР. Окончил факультет пограничных и внутренних войск Военной академии имени М. В. Фрунзе. С 1970 года был начальником учебного отдела и одновременно заместителем начальника Алма-Атинского высшего пограничного командного училища КГБ СССР. В 1978—1980 годах возглавлял 37-й Батумский пограничный отряд. В 1982 году окончил Военную академию Генерального штаба Вооружённых Сил СССР, после чего был начальником штаба — первым заместителем начальника войск Тихоокеанского пограничного округа КГБ.
В 1984—1986 годах служил в Главном управлении пограничных войск КГБ СССР, возглавлял оперативное управление. С июня 1986 года командовал войсками Тихоокеанского пограничного округа КГБ СССР. В 1990 году был избран народным депутатом России. Входил во фракции «Гражданское общество» и «Коалиция реформ».
После распада СССР продолжал службу в пограничных войсках, до марта 1992 года продолжал командовать войсками Тихоокеанского пограничного округа. С октября 1992 года по май 1994 года был начальником Военного института пограничных войск Академии Министерства безопасности России. Вышел в отставку в звании генерал-лейтенанта.
Награждён орденами Красной Звезды, «За службу Родине в Вооружённых Силах СССР» 2-й и 3-й степеней, медалями.